# Бозенбах
Бозенбах (нем. Bosenbach) — община в Германии, в земле Рейнланд-Пфальц. 
Входит в состав района Кузель. Подчиняется управлению Альтенглан.  Население составляет 780 человек (на 31 декабря 2010 года). Занимает площадь 8,16 км².